# London Critics’ Circle Film Award/Bester fremdsprachiger Film
Seit 1981 wird bei den London Critics’ Circle Film Awards der beste fremdsprachige Film geehrt.
Pedro Almodóvar war als einziger Regisseur zweimal mit seinen Filmen erfolgreich. Bei den Ländern ist Frankreich mit 12 Siegen an der Spitze der Wertung.

## Ausgezeichnete Filme
Anmerkung: Die Preisverleihung bezieht sich immer auf Filme des vergangenen Jahres, Preisträger von 2007 stammen also aus dem Filmjahr 2006.
| Jahr | Preisträger                                                                   | Land                                                                                          | Regie                            |
| ---- | ----------------------------------------------------------------------------- | --------------------------------------------------------------------------------------------- | -------------------------------- |
| 1981 | Veras Erziehung (Angi Vera)                                                   | Ungarn                                                                                        | Pál Gábor                        |
| 1981 | Die Ehe der Maria Braun                                                       | BR Deutschland                                                                                | Rainer Werner Fassbinder         |
| 1982 | Der Mann aus Eisen                                                            | Polen                                                                                         | Andrzej Wajda                    |
| 1983 | Mephisto                                                                      | Ungarn                                                                                        | István Szabó                     |
| 1984 | Yol – Der Weg                                                                 | Türkei                                                                                        | Şerif Gören                      |
| 1985 | Ein Sonntag auf dem Lande (Un dimanche à la campagne)                         | Frankreich                                                                                    | Bertrand Tavernier               |
| 1986 | Heimat – Eine deutsche Chronik                                                | BR Deutschland                                                                                | Edgar Reitz                      |
| 1987 | Ran                                                                           | Japan                                                                                         | Akira Kurosawa                   |
| 1988 | Jean Florette (Jean de Florette)                                              | Frankreich                                                                                    | Claude Berri                     |
| 1989 | Babettes Fest (Babettes gæstebud)                                             | Dänemark                                                                                      | Gabriel Axel                     |
| 1990 | Auf Wiedersehen, Kinder (Au revoir, les enfants)                              | Frankreich                                                                                    | Louis Malle                      |
| 1991 | Cinema Paradiso (Nuovo cinema Paradiso)                                       | Italien/ Frankreich                                                                           | Giuseppe Tornatore               |
| 1992 | Cyrano von Bergerac (Cyrano de Bergerac)                                      | Frankreich                                                                                    | Jean-Paul Rappeneau              |
| 1993 | Rote Laterne (Dà hóng dēnglóng gāogāo guà)                                    | Volksrepublik China/ Hongkong                                                                 | Zhang Yimou                      |
| 1994 | Ein Herz im Winter (Un coeur en hiver)                                        | Frankreich                                                                                    | Claude Sautet                    |
| 1995 | Lebewohl, meine Konkubine (Ba wang bie ji)                                    | Volksrepublik China/ Hongkong                                                                 | Chen Kaige                       |
| 1996 | Der Postmann (Il Postino)                                                     | Italien                                                                                       | Michael Radford                  |
| 1997 | Les Misérables                                                                | Frankreich                                                                                    | Claude Lelouch                   |
| 1998 | Ridicule – Von der Lächerlichkeit des Scheins (Ridicule)                      | Frankreich                                                                                    | Patrice Leconte                  |
| 1999 | Shall we dance? (Shall we dansu?)                                             | Japan                                                                                         | Masayuki Suo                     |
| 2000 | Alles über meine Mutter (Todo sobre mi madre)                                 | Spanien                                                                                       | Pedro Almodóvar                  |
| 2001 | Tiger and Dragon (Wo hu cang long)                                            | Vereinigte Staaten/ Taiwan                                                                    | Ang Lee                          |
| 2002 | Die fabelhafte Welt der Amélie (Le Fabuleux destin d’Amélie Poulain)          | Frankreich                                                                                    | Jean-Pierre Jeunet               |
| 2003 | Y Tu Mamá También – Lust for Life                                             | Mexiko                                                                                        | Alfonso Cuarón                   |
| 2004 | Good Bye, Lenin!                                                              | Deutschland                                                                                   | Wolfgang Becker                  |
| 2005 | Die Reise des jungen Che (Diarios de motocicleta)                             | Vereinigte Staaten/ Deutschland/ Vereinigtes Königreich/ Argentinien/ Chile/ Peru/ Frankreich | Walter Salles                    |
| 2006 | Der Untergang                                                                 | Deutschland                                                                                   | Oliver Hirschbiegel              |
| 2007 | Volver – Zurückkehren                                                         | Spanien                                                                                       | Pedro Almodóvar                  |
| 2008 | Das Leben der Anderen                                                         | Deutschland                                                                                   | Florian Henckel von Donnersmarck |
| 2009 | Waltz with Bashir                                                             | Israel                                                                                        | Ari Folman                       |
| 2010 | So finster die Nacht (Låt den rätte komma in)                                 | Schweden                                                                                      | Tomas Alfredson                  |
| 2011 | I Am Love                                                                     | Italien                                                                                       | Luca Guadagnino                  |
| 2012 | Nader und Simin – Eine Trennung (جدایی نادر از سیمین Jodaeiye Nader az Simin) | Iran                                                                                          | Asghar Farhadi                   |
| 2013 | Der Geschmack von Rost und Knochen                                            | Frankreich                                                                                    | Jacques Audiard                  |
| 2014 | Blau ist eine warme Farbe (La vie d’Adèle)                                    | Frankreich/ Belgien/ Spanien                                                                  | Abdellatif Kechiche              |
| 2015 | Leviathan                                                                     | Russland                                                                                      | Andrei Swjaginzew                |
| 2016 | The Look of Silence                                                           | Dänemark                                                                                      | Joshua Oppenheimer               |
| 2017 | Toni Erdmann                                                                  | Deutschland                                                                                   | Maren Ade                        |
| 2018 | Elle                                                                          | Frankreich/ Deutschland                                                                       | Paul Verhoeven                   |
| 2019 | Cold War – Der Breitengrad der Liebe                                          | Polen/ Frankreich/ Vereinigtes Königreich                                                     | Paweł Pawlikowski                |
| 2020 | Porträt einer jungen Frau in Flammen (Portrait de la jeune fille en feu)      | Frankreich                                                                                    | Céline Sciamma                   |
| 2021 | Der Rausch (Druk)                                                             | Dänemark/ Schweden/ Niederlande                                                               | Thomas Vinterberg                |
| 2022 | Drive My Car (ドライブ・マイ・カー Doraibu mai kā)                            | Japan                                                                                         | Ryūsuke Hamaguchi                |
| 2023 | Die Frau im Nebel (헤어질 결심 Haeojil gyeolsim)                              | Südkorea                                                                                      | Park Chan-wook                   |
| 2023 | The Quiet Girl (An Cailín Ciúin)                                              | Irland                                                                                        | Colm Bairéad                     |
| 2024 | Past Lives – In einem anderen Leben (Past Lives)                              | Vereinigte Staaten                                                                            | Celine Song                      |
| 2025 | All We Imagine as Light                                                       | Indien/ Frankreich/ Niederlande                                                               | Payal Kapadia                    |